# AGM-28 Hound Dog
El AGM-28 Hound Dog de North American Aviation era un misil de crucero supersónico, propulsado por turborreactor, con armamento nuclear y lanzado desde el aire, desarrollado en 1959 para la Fuerza Aérea de los Estados Unidos. Fue diseñado principalmente para ser capaz de atacar sitios de defensa aérea terrestres soviéticos antes de un posible ataque aéreo de bombarderos de largo alcance B-52 Stratofortress durante la Guerra Fría.
El Hound Dog primero recibió la designación B-77, luego fue redesignado como GAM-77 y finalmente AGM-28. Fue concebido como un misil temporal para el B-52, que se utilizaría hasta que el misil balístico lanzado desde el aire GAM-87 Skybolt estuviera disponible. En cambio, el Skybolt fue cancelado a los pocos años y el Hound Dog continuó desplegándose durante un total de 15 años hasta su reemplazo por misiles más nuevos, incluido el AGM-69 SRAM y luego el AGM-86 ALCM.